# Carposina anopta
Carposina anopta is een vlinder uit de familie Carposinidae. De wetenschappelijke naam is voor het eerst geldig gepubliceerd in 1990 door Diakonoff.
De soort komt voor in Europa.